# Lohkva
Lohkva är en ort i Estland. Den ligger i Luunja kommun och landskapet Tartumaa, i den sydöstra delen av landet, 170 km sydost om huvudstaden Tallinn. Lohkva ligger 49 meter över havet och antalet invånare är 776.
Terrängen runt Lohkva är platt. Runt Lohkva är det glesbefolkat, med 17 invånare per kvadratkilometer. Närmaste större samhälle är Dorpat, 4,4 km väster om Lohkva. Trakten runt Lohkva består till största delen av jordbruksmark.